# Drosera linearis
Drosera linearis ist eine fleischfressende Pflanze aus der Gattung Sonnentau (Drosera).

## Beschreibung
Drosera linearis ist eine mehrjährige, krautige Pflanze, im Winter zieht sie sich in ein Hibernakel zurück.
Die 2 bis 5 Zentimeter langen, aufrechtstehenden Blattstiele sind haarlos und abgeflacht und gehen in 3,5 bis 6 Zentimeter lange und 2 Millimeter breite, linealische Blattspreiten über. Im Englischen heißt die Art daher „Linear-leaved Sundew“. Die ein bis zwei unbehaarten Blütenstände erreichen eine Höhe von 5 bis 12 Zentimetern und tragen bis zu acht Blüten pro Blütenstand. Diese sitzen an 0,5 bis 2 Millimeter langen Blütenstielen.
Die Blüten sind fünfzählig und im Durchmesser bis zu einem Zentimeter groß. Sie erscheinen von Mitte Juli bis Mitte August und sind selbstbestäubend. Die länglich-elliptischen Kelchblätter sind 4 bis 5 Millimeter lang und etwa 1,5 Millimeter breit. Die umgekehrt-eiförmigen Kronblätter sind weiß und an den Spitzen gelegentlich blassrosa. Sie werden bis zu 6 Millimeter lang und 3 bis 4 Millimeter breit. Die Blüten haben drei je 2 Millimeter lange Griffel, orangefarbene Staubbeutel und Pollen. Die ca. 0,5 bis 1 Millimeter großen schwarzen Samen sind länglich bis umgekehrt-eiförmig.
Die Chromosomenzahl beträgt 2n = 20.

## Verbreitung und Habitat
Drosera linearis ist neben Drosera filiformis die einzige Sonnentauart, die ausschließlich auf dem nordamerikanischen Kontinent verbreitet ist. Ihre Vorkommen ziehen sich von Minnesota über ihr Hauptverbreitungsgebiet im Bereich der Großen Seen und den äußersten Nordosten der USA (Maine) bis nach Kanada (Ontario, Süden von Québec, Neufundland).
Drosera linearis schätzt offene, nasse Standorte und wächst auch in bis zu 3 cm tiefem Wasser, übersteht aber keine längeren Überflutungen. Sie kommt meistens in sogenannten „marl fens“ vor, einem Feuchtgebiet auf Sandbasis, das von einer Mischung aus Torf und Marl, einem Sediment aus Lehm und Kalkstein überzogen ist. Sie ist die einzige Drosera, die in diesem meist alkalischen Substrat gut gedeiht. Dieses Biotop ist oft von sauren Torfmoos-Hügeln umgeben, wo die Art kaum noch vorkommt. Dort wachsen aber häufig in Gesellschaft der Langblättrige Sonnentau und der Rundblättrige Sonnentau, mit dem sie gelegentlich unfruchtbare Hybriden bildet. Dieser Vorgang führte zur Bildung der Art Drosera anglica.